# 佐々木六介
佐々木六介（ささきろくすけ、1966年 - ）は日本の画家。
海外を中心に幅広く活動し、制作および発表。
洋画家、佐々木壮六（故人）は父。

## 経歴
- 1966年、大阪生まれ
- 1991年、日仏会館ポスター原画コンクール入賞
- 1992年、ART BOX 公募展/ "Johnny Hymas賞"
- 1993年、電通 ADギャラリー　銀座
- 1993年、細江英公主宰の写真教室【CORPUS】第5期に参加。同期の細渕太麻紀、菊地美紀、西岡浩記、笠井爾示、大井慶子、2期の谷口雅彦（途中加入）と写真集団CUM-ADMIXを結成。中心的存在となる。
- 1995年、MTV Station ID Conutest'95/Best animation prize
- 2009年、青木画廊,Tokyo Fantastic art show in paris,France
- 2011年、雪梁舎 フィレンツェ大賞展 佳作